# Séguret
Séguret é uma comuna francesa na região administrativa da Provença-Alpes-Costa Azul, no departamento de Vaucluse. Estende-se por uma área de 21,04 km². Em 2010 a comuna tinha 871 habitantes (densidade: 41,4 hab./km²).
Pertence à rede das As mais belas aldeias de França.